# Campeonato Mundial de Atletismo Júnior de 2014 - Revezamento 4x400 m masculino
A prova dos 4x400 metros masculino do Campeonato Mundial de Atletismo Júnior de 2014 ocorreu entre os dias 26 e 27 de julho em Eugene, nos Estados Unidos. 

## Recordes
Antes desta competição, os recordes mundiais e do campeonato nesta prova eram os seguintes:
|     | Nome                                                    | Nacionalidade  | Tempo   | Local    | Data                |
| --- | ------------------------------------------------------- | -------------- | ------- | -------- | ------------------- |
| WJR | Asa Guevara Brandon Benjamin Theon Lewis Machel Cedenio | Estados Unidos | 3:01.09 | Grosseto | 18 de julho de 2004 |
| CR  | Asa Guevara Brandon Benjamin Theon Lewis Machel Cedenio | Estados Unidos | 3:01.09 | Grosseto | 18 de julho de 2004 |

## Medalhistas
| Ouro                                                                          | Prata                                                                      | Bronze                                                               |
| Estados Unidos · Josephus Lyles · Tyler Brown · Ricky Morgan · Michael Cherry | Japão · Julian Jrummi Walsh · Kaisei Yui · Takamasa Kitagawa · Nobuya Kato | Jamaica · Twayne Crooks · Martin Manley · Nathon Allen · Jaheel Hyde |

## Cronograma
Todos os horários são locais (UTC-7).
| Data        | Hora  | Evento        |
| ----------- | ----- | ------------- |
| 26 de julho | 15:35 | Eliminatórias |
| 27 de julho | 17:00 | Final         |

## Resultados

### Eliminatórias
Qualificação: Os 2 primeiros de cada bateria (Q) e os 2 tempos mais rápidos (q). 
Bateria 1
| Posição | Nacionalidade     | Atletas                                                       | Raia | Reação | Tempo   | Notas                |
| ------- | ----------------- | ------------------------------------------------------------- | ---- | ------ | ------- | -------------------- |
| 1       | Estados Unidos    | Josephus Lyles Ricky Morgan Miles Parish Michael Cherry       | 6    | 0.192  | 3:03.97 | Q, WJL               |
| 2       | Botswana          | Karabo Sibanda Baboloki Thebe Keetile Unoda Leungo Scotch     | 7    | 0.172  | 3:07.80 | Q,                   |
| 3       | Austrália         | James Kermond Sam Reiser Joshua Robinson James Kaluschke      | 4    | 0.227  | 3:09.22 | q,                   |
| 4       | Cuba              | Leandro Zamora Reynier Mena Santiago Ford José Luis Gaspar    | 5    | 0.191  | 3:10.60 | Recorde da temporada |
| 5       | Trindade e Tobago | Asa Guevara Breon Mullings Nathan Farinha Machel Cedenio      | 3    | 0.195  | 3:12.06 |                      |
| 6       | Bélgica           | Michaël Rossaert Alexandre Screve Asamti Badji Simon de Lange | 2    | 0.258  | 3:12.57 |                      |

Bateria 2
| Posição | Nacionalidade | Atletas                                                          | Raia | Reação | Tempo   | Notas                |
| ------- | ------------- | ---------------------------------------------------------------- | ---- | ------ | ------- | -------------------- |
| 1       | Japão         | Julian Jrummi Walsh Kaisei Yui Takamasa Kitagawa Nobuya Kato     | 4    | 0.172  | 3:05.40 | Q,                   |
| 2       | Jamaica       | Ivan Henry Martin Manley Twayne Crooks Nathon Allen              | 5    | 0.253  | 3:06.25 | Q,                   |
| 3       | Bahamas       | Henri Delauze Kinard Rolle Janeko Cartwright Steven Gardiner     | 6    | 0.237  | 3:07.03 | q, NJR               |
| 4       | Alemanha      | Steffen Schattner Jakob Krempin Constantin Schmidt Laurin Walter | 2    | 0.178  | 3:10.75 |                      |
| 5       | Canadá        | Daniel Brady Graeme Thompson Jared Kerr Joshua Cunningham        | 3    | 0.154  | 3:11.93 | Recorde da temporada |
| 6       | Porto Rico    | Christian Martínez Derick Díaz Ricardo Torres Andrés Arroyo      | 7    | 0.201  | DQ      | 163.3                |

Nota:

IAAF Regra 163.3(a) – Violação da pista
Bateria 3
| Posição | Nacionalidade | Atletas                                                                                | Raia | Reação | Tempo   | Notas                |
| ------- | ------------- | -------------------------------------------------------------------------------------- | ---- | ------ | ------- | -------------------- |
| 1       | Grã-Bretanha  | David Hall Nick Petrou Ben Snaith Elliot Rutter                                        | 5    | 0.172  | 3:08.61 | Q,                   |
| 2       | África do Sul | Hanno Coetzer Sonwabiso Skhosana Berend Koekemoer Jon Seeliger                         | 3    | 0.197  | 3:09.11 | Q,                   |
| 3       | Nigéria       | Samson Oghenewegba Nathaniel Fasasi Adekunle Rilwan Sikiru Adeyemi Omeiza John Akerele | 4    | 0.176  | 3:09.37 |                      |
| 4       | Turquia       | Fahri Arsoy Abdullah Tütünci Enis Ünsal Batuhan Altıntaş                               | 6    | 0.304  | 3:10.07 | NJR                  |
| 5       | Polónia       | Kajetan Duszynski Patryk Nurkowski Lukasz Smolnicki Wiktor Suwara                      | 2    | 0.162  | 3:10.94 | Recorde da temporada |
| 6       | Tailândia     | Jaturong Chimruang Witthawat Thumcha Treenate Krittanukulwong Vitsanu Phosri           | 7    | 0.184  | 3:11.50 |                      |

### Final
A prova final foi realizada no dia 27 de julho às 17:00. 
| Posição           | Atletas        | Nacionalidade                                                     | Raia | Reação | Tempo   | Notas                |
| ----------------- | -------------- | ----------------------------------------------------------------- | ---- | ------ | ------- | -------------------- |
| Medalha de ouro   | Estados Unidos | Josephus Lyles Tyler Brown Ricky Morgan Michael Cherry            | 6    | 0.173  | 3:03.31 | WJL                  |
| Medalha de prata  | Japão          | Julian Jrummi Walsh Kaisei Yui Takamasa Kitagawa Nobuya Kato      | 3    | 0.151  | 3:04.11 | AJS                  |
| Medalha de bronze | Jamaica        | Twayne Crooks Martin Manley Nathon Allen Jaheel Hyde              | 4    | 0.188  | 3:04.47 | Recorde da temporada |
| 4                 | Reino Unido    | Ben Snaith Thomas Somers Elliot Rutter Jack Crosby                | 5    | 0.220  | 3:06.42 | Recorde da temporada |
| 5                 | Austrália      | James Kermond Sam Reiser Joshua Robinson Daniel Forsyth           | 2    | 0.235  | 3:06.80 | Recorde da temporada |
| 6                 | Bahamas        | Henri Delauze Janeko Cartwright Steven Gardiner Kinard Rolle      | 1    | 0.264  | 3:08.08 |                      |
| 7                 | Botswana       | Keetile Unoda Baboloki Thebe Leungo Scotch Karabo Sibanda         | 7    | 0.237  | DSQ     | 163.3(b)             |
| 8                 | África do Sul  | Sonwabiso Skhosana Eckhardt Rossouw Berend Koekemoer Jon Seeliger | 8    | 0.213  | DSQ     | 170.19               |

Notas:

IAAF Regra 163.3(b) - Violação da borda interna

IAAF Regra 170.19 - Começando fora da zona de aquisição 

Legenda
| Recorde mundial       | Recorde mundial (World record)               |                       | Recorde africano                      | Recorde africano (African) |                                           | Q | Classificado por posição (Qualified) |
| Recorde do campeonato | Recorde do campeonato (Championship record)  | Recorde da América    | Recorde da América (Americas)         | q                          | Classificado por melhor tempo (Qualified) |   |                                      |
| Melhor marca do ano   | Melhor marca do ano (World leading)          | Recorde asiático      | Recorde asiático (Asian)              | DNS                        | Não largou (Did not start)                |   |                                      |
| Recorde nacional      | Recorde nacional (National record)           | Recorde europeu       | Recorde europeu (European)            | DNF                        | Não terminou (Did not finish)             |   |                                      |
| Recorde pessoal       | Recorde pessoal do atleta (Personal best)    | Recorde da Oceania    | Recorde da Oceania (Oceania)          | DSQ / DQ                   | Desclassificado (Disqualified)            |   |                                      |
| Recorde da temporada  | Recorde da temporada do atleta (Season best) | Recorde sul-americano | Recorde sul-americano (South America) | NM                         | Sem marca (No mark)                       |   |                                      |